# Al cielo con ella
Al cielo con ella es un programa televisivo de formato late show producido por RTVE en colaboración con Producciones del Barrio para su emisión en RTVE Play desde el 24 de noviembre de 2024. El formato es presentado por Henar Álvarez. A partir del programa 13 el programa se emitió en abierto por La 2 los sábados a las 21:00 de la noche.

## Historia
El primer episodio del programa se estrenó en RTVE Play el 24 de noviembre a las 20:00. El programa fue anunciado previamente ese mismo mes, y todos los episodios son grabados en el Teatro Quique San Francisco de Madrid.
El programa fue llevado a cabo tiempo después del gran éxito en internet y redes sociales de su presentadora, Henar Álvarez, gracias a su trabajo en pódcast como El Olimpo de las diosas y Estirando el chicle, y después de alcanzar un gran impacto a través de sus mensajes feministas cargados de humor.

## Temporadas
| Temporada | Temporada | Episodios | Estreno            | Final              | Audiencia media |
| --------- | --------- | --------- | ------------------ | ------------------ | --------------- |
|           | 1         | 26        | 8 de marzo de 2025 | 5 de julio de 2025 | 289 000 (2,8%)  |

## Audiencias
| Programa  | Invitad@s                                                                                                 | Día de emisión                            | Audiencia                |
| --------- | --- | ----------------------------------------- | ------------------------ |
| 1x01 (1)  | Al cielo con...Elvira Lindo, Vania Arana y Victoria Martín                                                | 1 de diciembre de 2024                    | RTVE Play                |
| 1x02 (2)  | Al cielo con...Chenoa y Raquel Peláez                                                                     | 1 de diciembre de 2024                    | RTVE Play                |
| 1x03 (3)  | Al cielo con...Joana Pastrana, Marta Mercé y Elvira Lindo                                                 | 8 de diciembre de 2024                    | RTVE Play                |
| 1x04 (4)  | Al cielo con...Zahara y Juan Sanguino                                                                     | 15 de diciembre de 2024                   | RTVE Play                |
| 1x05 (5)  | Al cielo con...Paco León y Toni Acosta                                                                    | 22 de diciembre de 2024                   | RTVE Play                |
| 1x06 (6)  | Al cielo con...Abril Zamora y Elaine Vilar Madruga                                                        | 29 de diciembre de 2024                   | RTVE Play                |
| 1x07 (7)  | Al cielo con...Eva Hache y Leticia Dolera                                                                 | 19 de enero de 2025                       | RTVE Play                |
| 1x08 (8)  | Al cielo con...Paula Vázquez y Alana Portero                                                              | 26 de enero de 2025                       | RTVE Play                |
| 1x09 (9)  | Al cielo con...Karina y Asaari Bibang                                                                     | 2 de febrero de 2025                      | RTVE Play                |
| 1x10 (10) | Al cielo con...Melody y María Escario                                                                     | 9 de febrero de 2025                      | RTVE Play                |
| 1x11 (11) | Al cielo con...María del Monte y Putochinomaricón                                                         | 16 de febrero de 2025                     | RTVE Play                |
| 1x12 (12) | Al cielo con...Raquel Sánchez Silva y Tania Llasera                                                       | 23 de febrero de 2025 31 de mayo de 2025* | RTVE Play 281 000 (2,6%) |
| 1x13 (13) | Al cielo con...Amaral y Belinda Washington                                                                | 8 de marzo de 2025                        | 327 000 (2,8%)           |
| 1x14 (14) | Al cielo con...Judit Mascó y Ana Morgade                                                                  | 15 de marzo de 2025                       | 335 000 (3,0%)           |
| 1x15 (15) | Al cielo con...Silvia Intxaurrondo y Carolina Iglesias                                                    | 22 de marzo de 2025                       | 352 000 (3,2%)           |
| 1x16 (16) | Al cielo con...Pilar Eyre y Jedet                                                                         | 29 de marzo de 2025                       | 297 000 (2,7%)           |
| 1x17 (17) | Al cielo con...Carolina Yuste y Erik Harley                                                               | 5 de abril de 2025                        | 251 000 (2,3%)           |
| 1x18 (18) | Al cielo con...Toni Acosta y Laura Weissmahr                                                              | 12 de abril de 2025                       | 215 000 (2,0%)           |
| 1x19 (19) | Al cielo con...Nagore Robles y Lamine Thior                                                               | 3 de mayo de 2025                         | 254 000 (2,4%)           |
| 1x20 (20) | Al cielo con...Andreu Buenafuente y María Peláe                                                           | 10 de mayo de 2025                        | 377 000 (3,6%)           |
| 1x21 (21) | Al cielo con...María León y La Pili                                                                       | 10 de mayo de 2025                        | 268 000 (2,7%)           |
| 1x22 (22) | Al cielo con...Chanel y Anabel Alonso                                                                     | 24 de mayo de 2025                        | 317 000 (3,4%)           |
| 1x23 (23) | Al cielo con...Cristina Almeida, Paca Sauquillo, Judith Tiral, Nerea Pérez de las Heras y Samantha Hudson | 7 de junio de 2025                        | 309 000 (3,5%)           |
| 1x24 (24) | Al cielo con...María Barranco e Ignatius Farray                                                           | 14 de junio de 2025                       | 285 000 (3,1%)           |
| 1x25 (25) | Al cielo con...Dulceida e Rigoberta Bandini                                                               | 21 de junio de 2025                       | 193 000 (2,3%)           |
| 1x26 (26) | Al cielo con...Carmina Barrios y Joaquín Reyes                                                            | 5 de julio de 2025                        | 274 000 (3,0%)           |

- El programa 12 se emitió en abierto tras ser estrenado en RTVE Play, por lo tanto la emisión en abierto es inédita.